# Linia Rosera-Nelatona
Linia Rosera-Nelatona – w ortopedii, umowna linia określająca stosunek krętarza większego kości udowej do miednicy. Biegnie od kolca biodrowego przedniego górnego do guza kulszowego.
Nazwa eponimiczna upamiętnia niemieckiego chirurga Wilhelma Rosera i francuskiego chirurga Auguste’a Nélatona.